# 마시키정
마시키정(일본어: 益城町 마시키마치[*])은 일본 구마모토현 중부에 있는 가미마시키군의 정이다.

## 지리
구마모토현의 거의 중앙에서 약간 북쪽에 있고 구마모토시 동부와 접하고 있다. 동부에서 남부까지는 규슈 산지에 속하는 시로산(480m)을 시작으로 아사고산(405m), 후나노산(308m), 이다산(431m) 등 4개 봉우리가 늘어서 있다. 북부는 마시키 대지(다카유바루 대지)로 불리는 밭농사 지대가 펼쳐져 있다. 중앙부는 구마모토 평야의 일부를 형성하여 논지대가 펼쳐져 있다. 하천은 모두 미도리가와 수계에 속하고 기야마강, 아카이강, 아키즈강, 가나야마강 등이 동쪽에서 서쪽을 향해 흐르고 있다. 구마모토시의 베드타운 역할도 하고 있다.

## 역사
- 1954년 - 1정 4촌이 합병해 마시키정이 성립하여 현재에 이르고 있다.
- 2016년 - 구마모토 대지진으로 엄청난 피해를 입었다. 마시키정에서는 4월 14일 전진과 4월 16일 본진에서 모두 진도7을 관측했다. 같은 지역에서 두 번이나 진도7을 관측한 것은 전례가 없는 사태였다.

## 교통

### 공항
- 구마모토 공항

### 도로
- 규슈 자동차도
- 국도 443호선